# Ministero dell'ecologia
Il Ministero dell'ecologia (in francese Ministère de l'Écologie), dal dicembre 2024 Ministero della transizione ecologica, della biodiversità, delle foreste, del mare e della pesca (Ministère de la Transition écologique, de la Biodiversité, de la Forêt, de la Mer et de la Pêche), è un dicastero del governo francese, creato all'inizio degli anni settanta come Ministero della protezione della natura e dell'ambiente (Ministère de la Protection de la nature et de l'Environnement). Il ministero è guidato da un membro del gabinetto che viene spesso definito "Ministro dell'ecologia" o "Ministro dell'ambiente", e talvolta "Ministro dell'energia". Da maggio 2022 è presieduto da Amélie de Montchalin. 
Il ministero ha sede a l'Arco de La Défense e anche, a Tour Sequoia, a Puteaux/La Défense, vicino a Parigi, e all'Hotel de Roquelaure, boulevard Saint Germain, dove siede il gabinetto politico dei Ministri.
L'8 gennaio 1971, sotto il presidente francese Georges Pompidou, il ministro della Protezione della natura e dell'Ambiente fu creato come ministro subordinato al primo ministro Jacques Chaban-Delmas. Il primo ministro della Protezione della natura e dell'Ambiente fu Robert Poujade.
Dal 1974 al 1977 il dicastero fu rinominato Ministero della qualità della vita; nel 1978 divenne Ministero dell'ambiente e del modo di vivere. Il nome dal 2007 al 2016 è stato caratterizzato dall'espressione "sviluppo sostenibile", in parte a causa dell'influenza dei Verdi e del movimento a favore dell'ambiente nella politica francese: Ministero dell'ecologia, dello sviluppo sostenibile, dei trasporti e dell'edlizia abitativa (2010-2012); Ministero dell'ecologia, dello sviluppo sostenibile e dell'energia (2012-2016). Nel 2016 è diventato Ministero dell'ambiente, dell'energia e del mare e infine, dal 2017 al 2020, Ministero della transizione ecologica e inclusiva.
Nel 2004 è stata inclusa una Carta ambientale nella Costituzione francese.
Questo ministero è responsabile per la politica ambientale statale (conservazione della biodiversità, applicazione del protocollo climatico di Kyoto, controllo ambientale delle industrie, ecc.), Trasporti (dipartimenti di regolamentazione aerea, stradale, ferroviaria e marittima), politica marittima e abitativa. Il ministero distribuisce fondi alle agenzie di ricerca o ai consigli. A partire dal 2017, il Ministero è anche responsabile della politica energetica.
Anche l'Italia dal 2021 al 2022 ha avuto un Ministero della transizione ecologica a seguito della trasformazione del Ministero dell'ambiente.

## Agenzie subordinate
- Bureau d'Enquêtes et d'Analyses pour la sécurité de l'aviation civile (BEA)
- Direzione generale dell'aviazione civile (DGAC)